# Valentin Johann Beselin
Valentin Johann Beselin, auch der Ältere (* 4. Juli 1693 in Rostock; † 16. Dezember 1755 in Malchin) war ein deutscher Jurist und Erster Bürgermeister von Rostock.

## Leben
Valentin Johann Beselin wurde geboren als Sohn des Rostocker Juristen und späteren Rostocker Bürgermeisters  Johann Joachim Beselin (1661–1718) und dessen Frau Wendula, geb. Kleinschmidt (1655–1726). Auch sein Großvater, Valentin Beselin (1628–1684), hatte als Senator dem Rostocker Rat angehört.
Beselin studierte ab 1709 Jura an der Universität Rostock und wurde 1716 zum Dr. iur. utr. promoviert 1723 wurde er Syndikus in Ribnitz und 1726 Ratssyndikus in Rostock und wirkte dort auch als Privatdozent an der Universität. 1732 wurde er in Rostock zum Bürgermeister und 1748 zum Ersten Bürgermeister gewählt. Er gehörte als Vertreter der Städte zu den Unterzeichnern des Landesgrundgesetzlichen Erbvergleiches (LGGEV) von 1755. Beselin verstarb am 16. Dezember 1755 auf dem mecklenburgischen Landtag in Malchin. Die Trauerrede der Universität Rostock bei der Beerdigung des Verstorbenen in Rostock am 30. Dezember 1755 hielt der Prorektor Jakob Heinrich Baleke.
Valentin Johann Beselin heiratete am 24. September 1716 Anna Hedwig Horn (1699–1730), das Paar hatte drei Kinder: den Advokaten Johann Joachim (1717–1778), Wendula Abigail (* 1718) und den Protonotar Hermann Valentin (1723–1776). Nach dem frühen Tod seiner Frau heiratete er am 29. August 1731 in zweiter Ehe Christina Margarete Taddel.

## Schriften
- Dissertatio Juridicæ De Eo Quod Juris Est Circa Actus, Per Progressionem Initos. Schwieger, Rostock 1723[6]